# Fason
En fason er en kvasipartikel, der eksisterer i kvasikrystaller grundet deres specifikke kvasiperiodiske gitterstruktur. Både fasoner og fononer er associeret med atomisk bevægelse, men hvor fononer er relateret til translation af atomer, er fasoner associeret med atomisk omorganisering. Som et resultat af disse omorganiseringer, bølger, der beskriver atomernes position i krystallet, ændrer fase, hvilket giver ophav til termen "fason". 
Den hydrodynamiske teori af kvasikrystaller forudsiger at den konventionelle (fonon) deformering lempes hurtigt. I modsætning hertil, er fasonernes hendøning diffusiv og meget langsommere.
Kvasikrystaller som fremmer atomisk bevægelse i form af fasoner kan måske øge varmetransport i isolatorer dramatisk.